# Krasni Kut
Krasni Kut (del ruso: Красный Кут), (en alemán: Krasni Kut) es una ciudad del óblast de Sarátov, en Rusia, centro administrativo del raión homónimo. Está situada en la orilla derecha del río Yeruslán, un afluente del Volga, a 93 km (133 km por carretera) al sur de Sarátov, la capital del óblast. Contaba con 14 744 habitantes en 2009.

## Historia

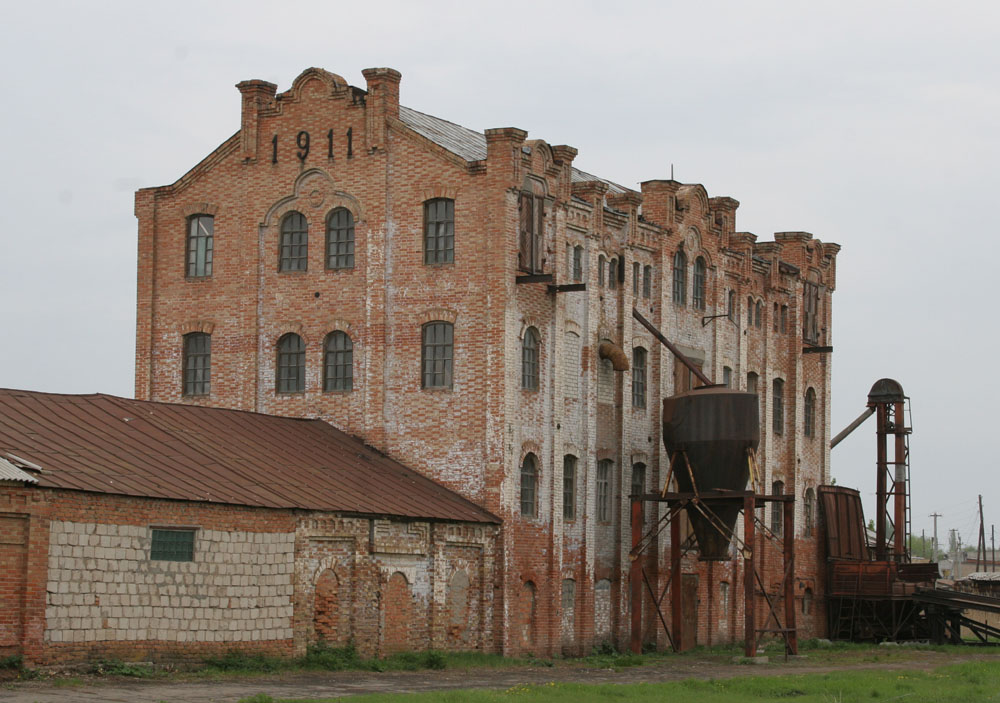
Viejo molino

El origen de la ciudad se remonta a la creación de un pueblo sobre la orilla derecha del Yeruslán en 1837 por campesinos ucranianos de la gobernación de Járkov. El pueblo fue llamado Krasni Kut (que significa "lugar bonito") y recibió estatus de ciudad en 1966.
En los alrededores, se encuentran otras colonias creadas por campesinos, como Norki (fundada por alemanes del Volga), Ajmat, a un kilómetro (fundada en 1898 por Viejos creyentes ucranianos) o Lavroka, fundada por ucranianos.

## Demografía
| 1959   | 1970   | 1979   | 1989   | 2002   | 2008   |
| ------ | ------ | ------ | ------ | ------ | ------ |
| 14 800 | 17 100 | 16 800 | 17 500 | 15 300 | 14 700 |

## Cultura y lugares de interés
Cabe destacar entre los monumentos de la ciudad la Iglesia de la Trinidad (Троицкая церковь) del siglo XIX.
El 7 de agosto de 1961, el cosmonauta Gherman Titov aterrizó en el raión de Krasni Kut, después de haber dado el segundo vuelo espacial de la historia con la nave Vostok 2. En el punto en que aterrizó se erigió un obelisco.
En Krasni Kut hay una escuela civil de aviación a la que pertenece el aeródromo de prácticas.

## Economía y transporte
Krasni Kut es el centro de un área agrícola, encontramos sobre todo compañías de la industria alimentaria, y, por otro lado, talleres para el ferrocarril.
En Krasni Kut se encuentra la estación de Privolzhsk. La ciudad está conectada por ferrocarril a Urbach en el norte, a Astracán en el sur y a Novouzensk y Aleksándrov Gai en el sudeste.